# 미니 디스플레이포트
미니 디스플레이포트(Mini DisplayPort, MiniDP, mDP)는 디스플레이포트 오디오-비주얼 디지털 인터페이스의 미니어처 버전이다.
2008년 10월에 애플이 발표하였다. 2013년에 모든 신형 애플 매킨토시 컴퓨터들은 이 포트를 가지고 있다. 그러나 2016년에 애플은 이 포트를 새로운 USB-C 단자로 대체하기 시작하였다. 미니 디스플레이포트는 또한 일부 PC 메인보드에도 호환되며, 에이수스, 마이크로소프트, MSI, 레노버, 도시바, HP, 델 등의 제조업체의 일부 PC 노트북과도 호환된다.
이전의 미니-DVI와 마이크로-DVI와 달리, 미니 디스플레이포트는 디스플레이포트 1.1a 구현에서 최대 2560×1600(WQXGA), 디스플레이포트 1.2 구현에서 4096×2160 (4K)의 디스플레이 장치들을 구동할 수 있다. 미니 디스플레이포트는 어댑터를 사용하면 VGA, DVI, HDMI 인터페이스의 장치들의 표시를 지원할 수 있다.
애플은 미니 디스플레이포트에 대해 자유 라이선스를 제공하고 있지만 라이선스를 받은 사람이 애플에 대한 특허 침해를 행할 경우 라이선스를 취소할 권리를 보유하고 있다.

## 갤러리

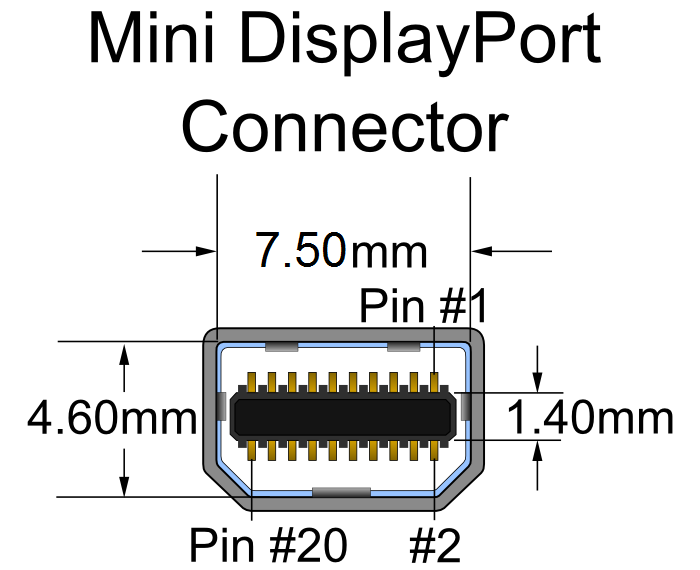
미니 디스플레이 포트 단자 외부.

## 같이 보기
- 선더볼트